# Ferdinand Bolplein
Het Ferdinand Bolplein is de officieuze benaming voor een gedeelte van de Ferdinand Bolstraat in De Pijp, Amsterdam-Zuid.

## Ontstaan
Het plein ontstond doordat twee bouwplannen voor de Oude Pijp niet goed op elkaar aansloten. Daardoor ontstonden zogenaamde taartpunten, zoals bij De Punt in de Gerard Doustraat. In de Ferdinand Bolstraat koos men ervoor om geen schuine voorgevels te bouwen, maar kozen ze voor haakse gevels. Die keus leidde ertoe dat ter hoogte van de huisnummers 70 tot en met 78 (even) een open ruimte ontstond.  Kennelijk dacht een aantal detaillisten, dat het de officiële naam Ferdinand Bolplein zou krijgen, want er werd diverse keren reclame gemaakt met vermelding van dat adres. Ook officiëlere instanties gebruikten de term. Voor de plaatselijke bewoners maakt het niets uit, want deze duiden de straat vaak aan als de "Ferdinand Bol".

## Bijnaam
Plaatselijk raakte aan het eind van de jaren zestig de naam "Picoplein" in zwang bij taxichauffeurs. Pico refereert aan een café dat ooit gevestigd was op nummer 72 en werd uitgebaat door Piet en Corrie, waartegenover jarenlang een taxistandplaats was. Zowel het café als de taxistandplaats zijn inmiddels verdwenen. De aanduiding Picoplein wordt alleen nog door ambtenaren gehanteerd, tot verwarring van de locale bewoners bij wie deze geschiedenis niet bekend is. 

## Transformatorhuisje
Sinds ongeveer 1919 stond op het plein een gecombineerd transformatorhuisje annex kiosk. Het ontwerp daarvan was afkomstig van de Dienst der Publieke Werken. Rond 1950 werd het verbouwd en bleef alleen het transformatorhuisje over. Op het pleintje kwam een losstaande kiosk te staan, die na de herprofilering van 2017 niet is teruggekeerd.

## Afbeeldingen

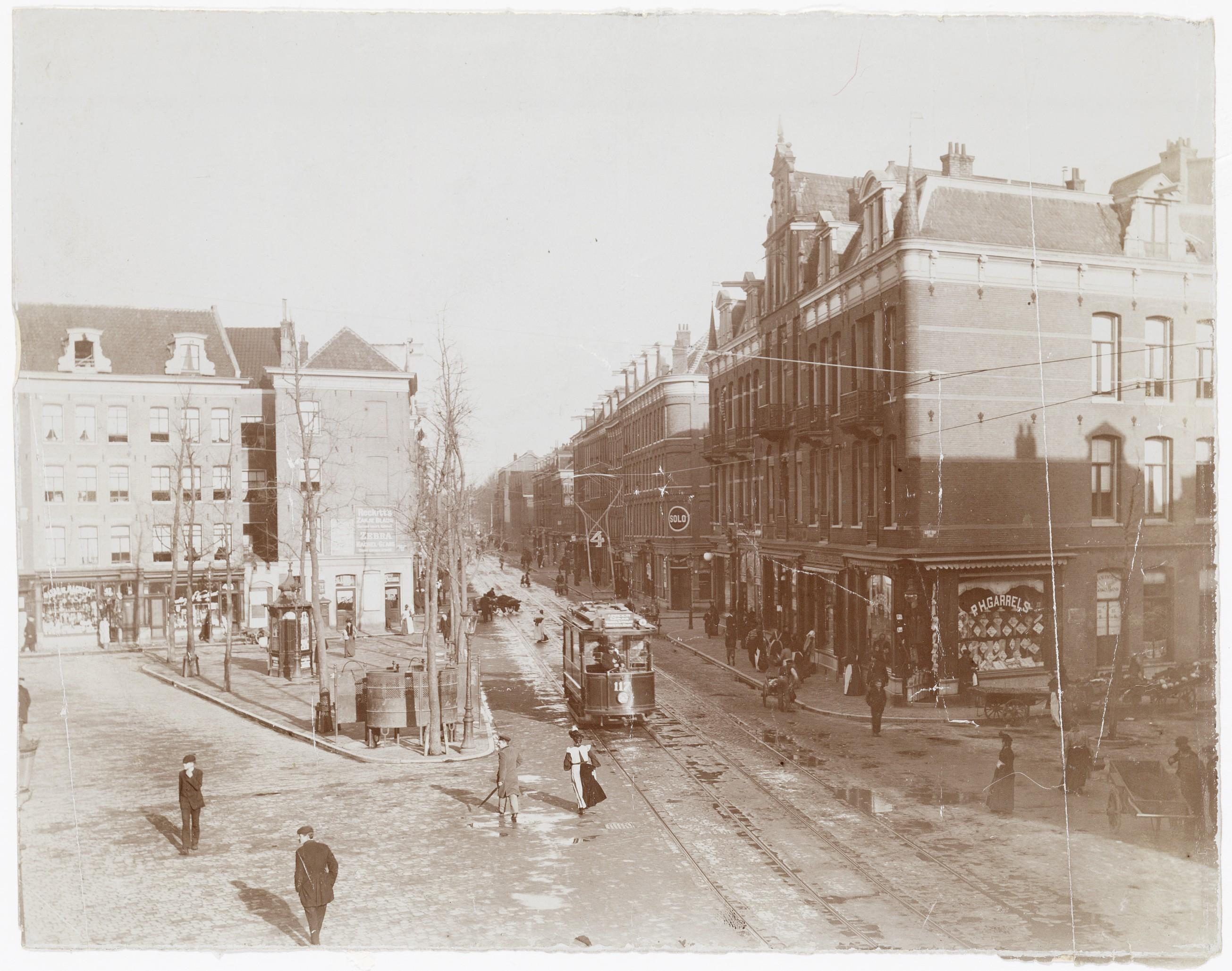
Ferdinand Bolplein ca. 1905 met rechts de tram door de Ferdinand Bolstraat
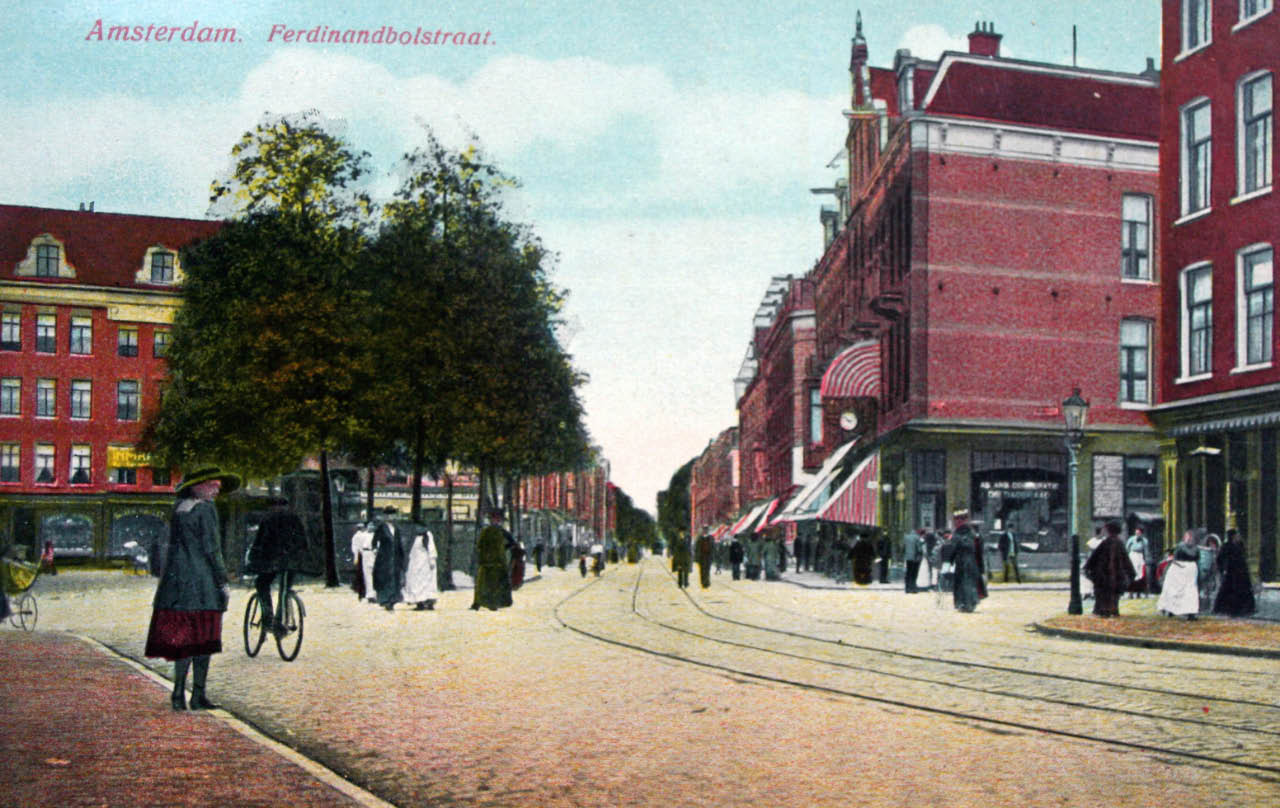
Ferdinand Bolplein met transformatorhuisje links, rechts de trambaanbocht van de Ferdinand Bolstraat - ingekleurde prent ca. 1930
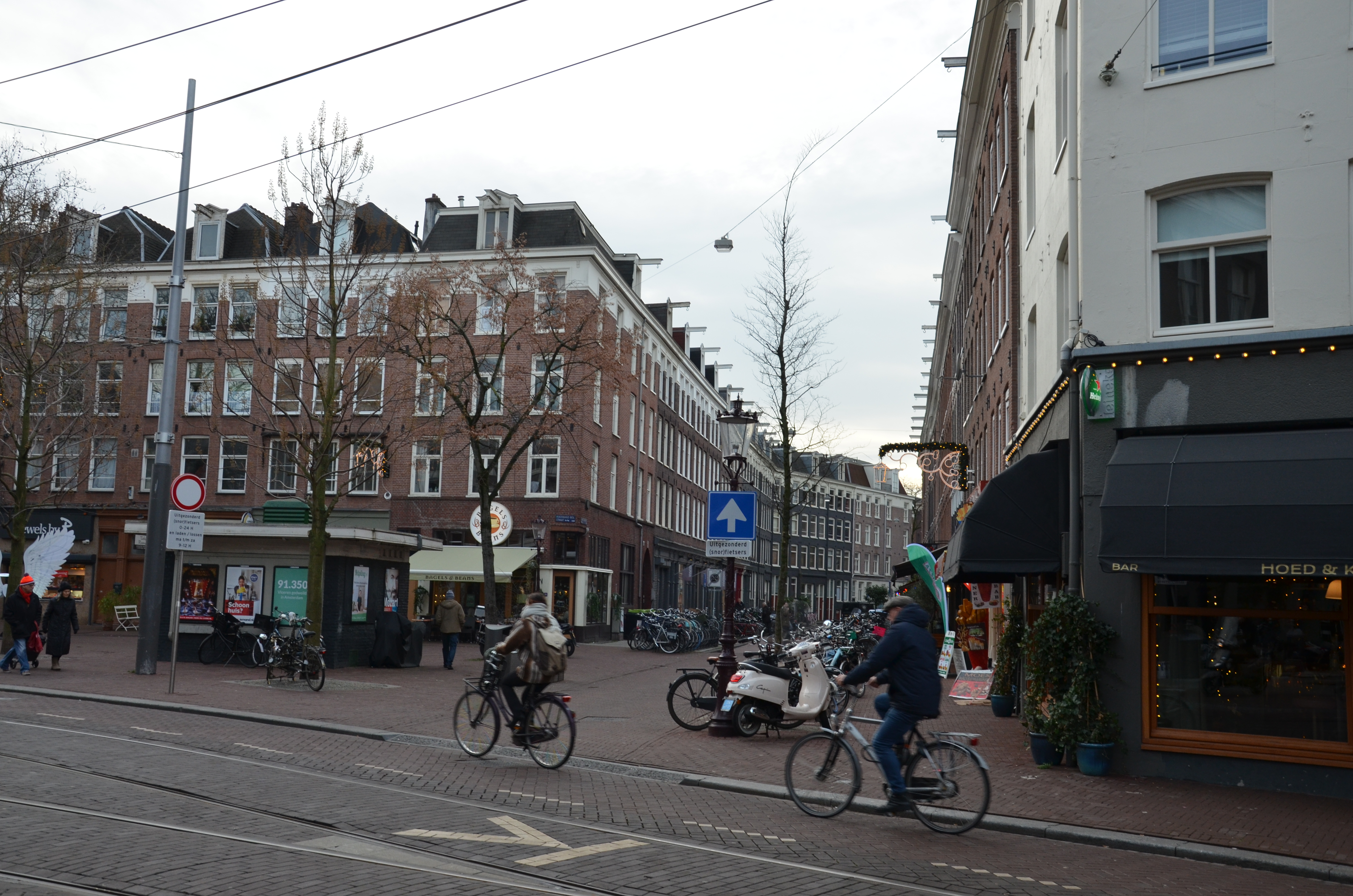
Links het plein; dwarsstraat rechts is de Gerard Doustraat
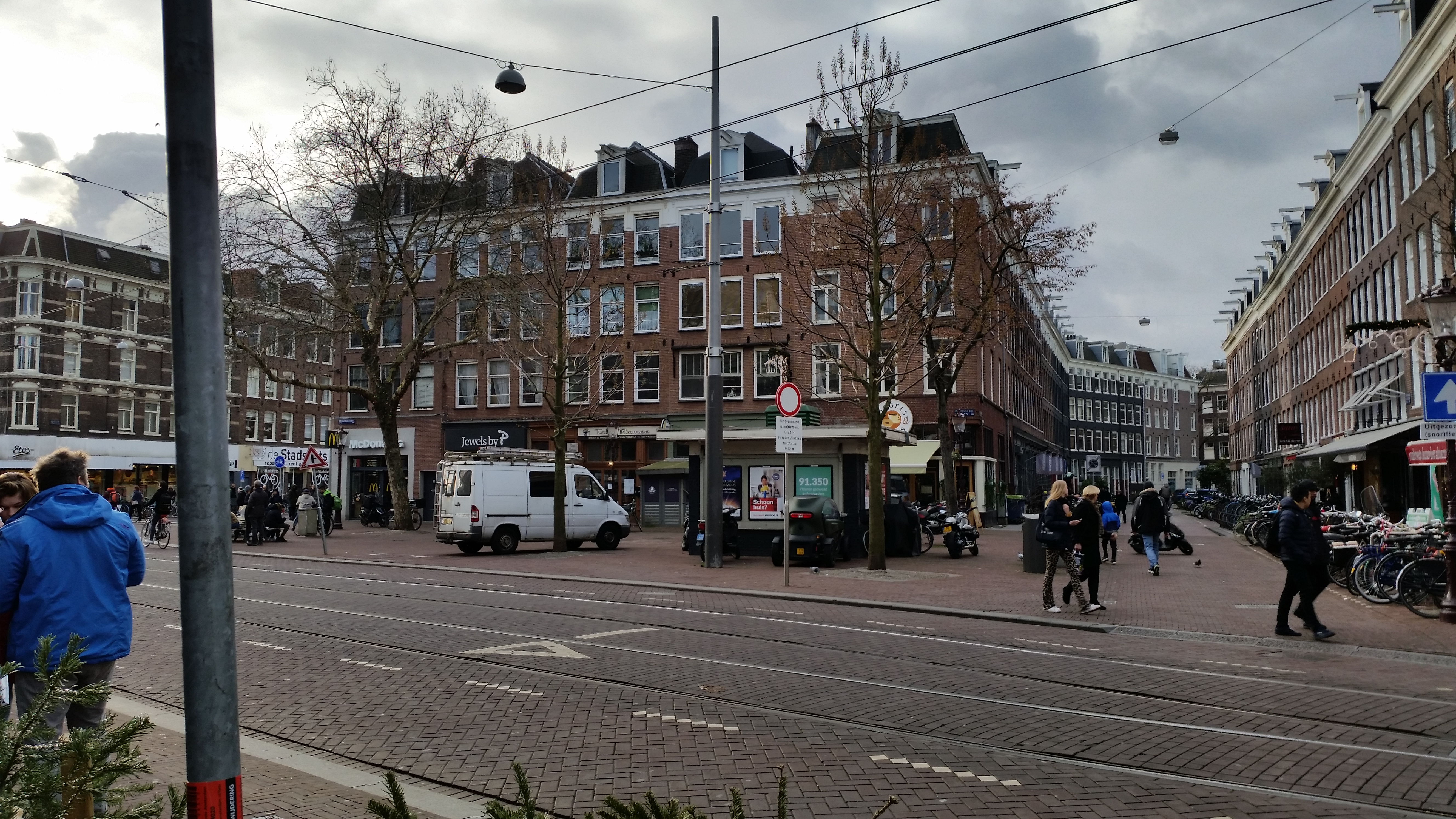
Ferdinand Bolplein, met rechts de ingang naar de Gerard Doustraat en links de Albert Cuypstraat
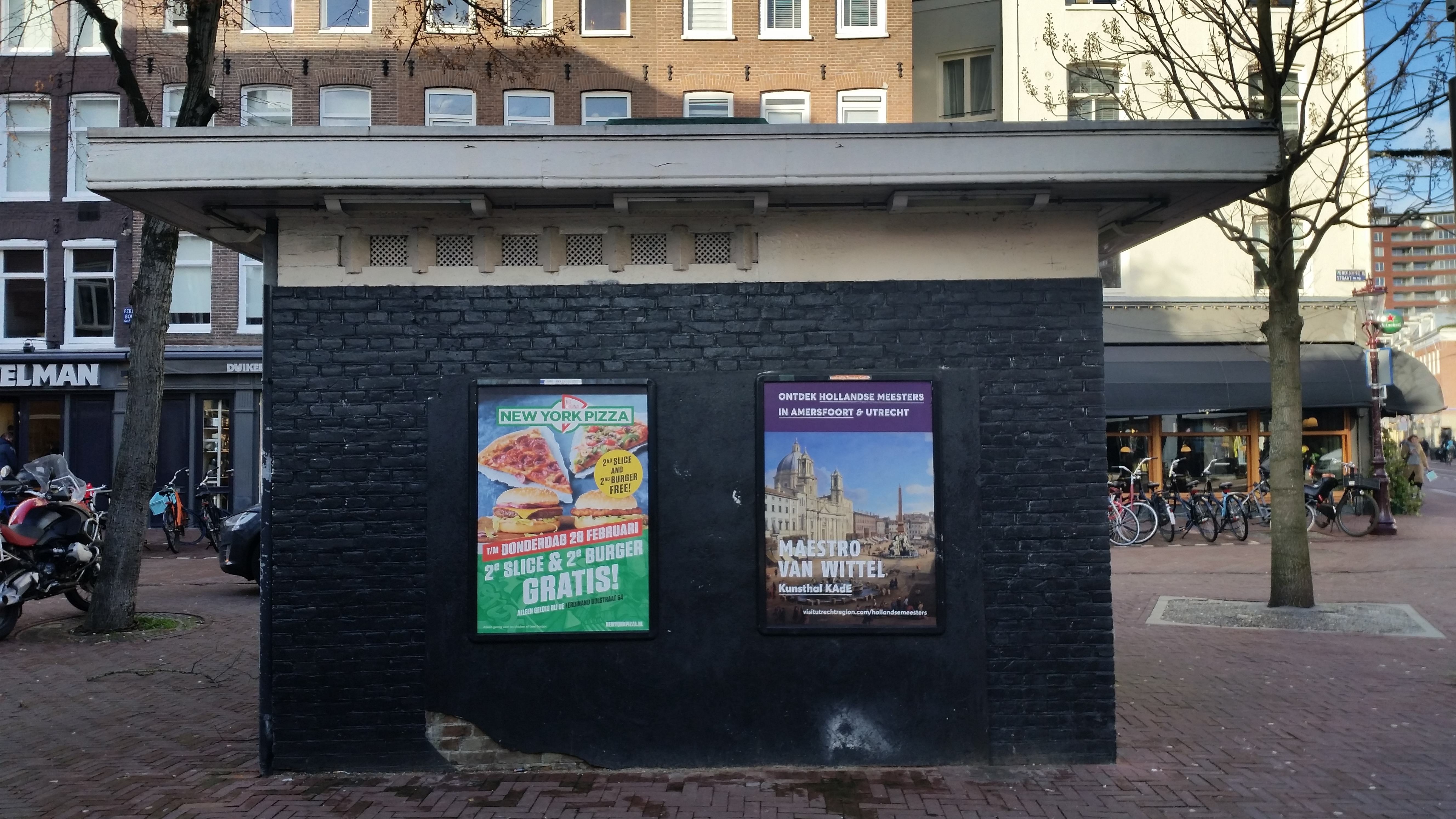
Transformatorhuisje op het plein met rechts de Ferdinand Bolstraat